# RPG-22
O RPG-22 é um lança-foguetes antitanque descartável soviético, lançado pela primeira vez em 1985, baseado no lança-foguetes RPG-18, mas disparando um projétil de 72,5 mm estabilizado por aletas. A arma dispara um projétil não guiado, pode ser preparada para disparar em cerca de 10 segundos e pode penetrar 400 mm de blindagem, 1,2 metro de tijolo ou 1 metro de concreto armado.

## Operação

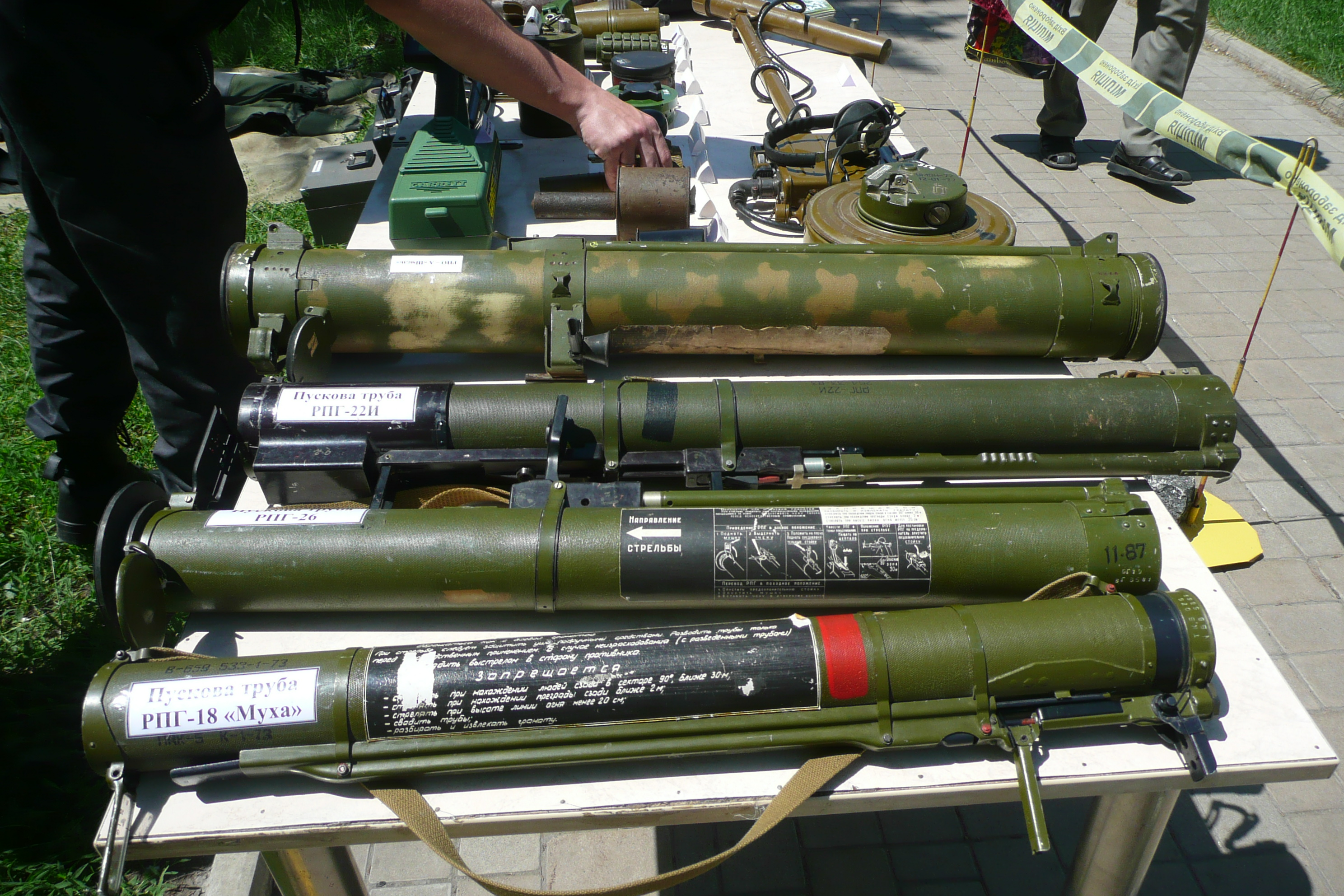
RPG-22 (terceiro de baixo para cima) com lança-foguetes soviéticos/russos comparáveis

O cano de alma lisa é feito de duas partes de plástico com reforço de fibra de vidro: um tubo principal contendo o foguete e uma extensão frontal telescópica, que desliza sobre o cano.
No modo de transporte, ambas as extremidades do cano são fechadas por tampas plásticas, que se abrem quando a arma é estendida. O mecanismo de disparo é armado manualmente, levantando-se a alça de mira. Abaixar a alça de mira desarmará a arma se não houver alvo.
Ao disparar, há uma área de risco de clarão traseiro atrás da arma, de pelo menos 15 metros. O motor de propelente sólido queima completamente enquanto o foguete ainda está no tubo do cano, acelerando-o a cerca de 133 metros por segundo. A arma possui miras retráteis simples, graduadas para alcances de 50, 150 e 250 metros.
Para manter os custos de treinamento baixos, está disponível um RPG-22 reutilizável que dispara um projétil de subcalibre 30 mm, pesando 350 g, para alcances operacionais. O manuseio é idêntico ao da versão de calibre completo, com exceção do ruído de descarga e do clarão traseiro.

## Operadores

### Operadores atuais
- Rússia – Forças Armadas da Rússia
- Bulgária – Forças Terrestres da Bulgária, produção local na VMZ Sopot.[4]
- Colômbia – Exército Nacional da Colômbia
- Croácia – Forças Terrestres da Croácia
- Geórgia – Forças Terrestres da Geórgia
- Índia – Exército Indiano
- Iraque – Insurgência iraquiana[2]
- Moldávia – Forças Terrestres da Moldávia
- Peru – Exército Peruano
- Síria[5]
- Transnístria
- Turquemenistão – Forças Terrestres do Turcomenistão
- Ucrânia – Forças Terrestres da Ucrânia, Guarda Nacional da Ucrânia

### Operadores antigos
- União Soviética, passado aos estados sucessores[6]
- Exército Republicano Irlandês Real[7]